# Seututie 410
Pour les articles homonymes, voir Route 410.
La route régionale 410 (finnois : Seututie 410) est une route régionale allant de Sysmä jusqu'à Kalho à Hartola en Finlande,,.

## Présentation
La seututie 410 est une route régionale de Päijät-Häme.